# Kerbach
Kerbach település Franciaországban, Moselle megyében. Lakosainak száma 1223 fő (2022. január 1.). Kerbach Alsting, Behren-lès-Forbach, Bousbach, Etzling, Lixing-lès-Rouhling és Nousseviller-Saint-Nabor községekkel határos.

## Népesség
A település népességének változása:
| Lakosok száma | 557  | 842  | 911  | 1132 | 1196 | 1197 | 1189 | 1199 | 1207 | 1223 |
|               | 1968 | 1982 | 1990 | 2006 | 2013 | 2015 | 2017 | 2019 | 2020 | 2022 |